# Eugene William Oates
Eugene William Oates (Agrigento op Sicilië, 31 december 1845 – Edgebaston in Verenigd Koninkrijk, 16 november 1911) was een Britse civiel ingenieur in koloniale dienst bij openbare werken in Birma en India (Brits Indië) en natuuronderzoeker vooral gespecialiseerd in het verzamelen en beschrijven van vogelsoorten. 

## Biografie
Oates werd in Engeland opgeleid, deels aan het Sydney College in Bath, deels door privé-onderwijs. In 1867 slaagde hij voor een examen waarbij hij in dienst kon komen als weg- en waterbouwkundige bij openbare werken in Brits Indië, waar hij werd gedetacheerd in Birma. Daar begon hij met het uitgebreid verzamelen en bestuderen van de vogels. In 1881 keerde hij terug naar Engeland en schreef tijdens een twee jaar durend verlof een publicatie in twee delen Birds of British Burmah. 
In 1888 ging hij opnieuw op verlof naar Engeland (op half-pay) om mee te schrijven aan de Fauna of British India , geredigeerd door William Thomas Blanford. Zijn verlofperiode eindigde in 1890, zodat hij dit werk niet kon afmaken. Wel scheef hij publicaties over de nesten en eieren van vogels in Brits Indië en maakte daarbij gebruik van de waarnemingen van Allan Octavian Hume. 
In 1897 keerde hij definitief terug naar Engeland en in 1899 verliet hij de koloniale dienst. In 1898 werd hij secretaris van de British Ornithologists' Union. Het British Museum vroeg hem een catalogus te schrijven van de collectie van vogels en eieren uit Brits Indië. Daarnaast publiceerde hij nog diverse werken, niet alleen over vogels maar onder andere ook over schorpioenen.
Er zijn zes geslachten door hem beschreven waaronder Lioparus (diksnavelmezen), een soort (Rippons timalia Liocichla ripponi) en 13 ondersoorten. Diverse diersoorten zijn (door anderen) als eerbetoon naar hem genoemd zoals roestkappitta (Hydrornis oatesi).
- Gemeinsame Normdatei: 117588148
- International Standard Name Identifier: 0000 0000 1402 5437
- Nederlandse Thesaurus van Auteursnamen: 202416224
- Système universitaire de documentation: 24420229X
- Virtual International Authority File: 290728253